# Maja Andrejewna Petrowa
Maja Andrejewna Petrowa (russisch Майя Андреевна Петрова, wiss. Transliteration Majja Andreevna Petrova; * 26. Mai 1982 in Wolgograd, Sowjetunion; geborene Maja Andrejewna Kawerina) ist eine ehemalige russische Handballspielerin.

## Karriere
Petrowa begann mit elf Jahren das Handballspielen an einer Schule in Wolgograd. Ab ihrem 17. Lebensjahr stand sie im Kader des russischen Erstligisten AKWA Wolgograd. Mit Wolgograd gewann sie 2001 die Meisterschaft. Seit dem Jahr 2003 steht die Kreisläuferin bei GK Rostow am Don unter Vertrag. Mit Rostow errang sie 2007, 2008, 2012 und 2015 den russischen Pokal, 2015, 2017, 2018, 2019 und 2020 die russische Meisterschaft sowie 2017 den EHF-Pokal. Nach der Saison 2019/20 beendete sie ihre Karriere.
Petrowa absolvierte 77 Partien für die russische Nationalmannschaft, in denen sie 86 Treffer erzielte. Mit der Russland gewann sie 2009 die Weltmeisterschaft und belegte 2008 den dritten Platz bei der Europameisterschaft. Bei den Olympischen Spielen 2016 in Rio de Janeiro gewann sie die Goldmedaille. Bei der Europameisterschaft 2018 errang sie die Silbermedaille.
Petrowa nahm an mehreren Beachhandball-Turnieren teil. 2004 gewann sie die Weltmeisterschaft sowie die Europameisterschaft.
Petrowa war ab Februar 2023 bei GK Rostow am Don als Co-Trainerin tätig. Nach der Saison 2022/23 wechselte sie in den Jugendbereich von GK Rostow am Don. In der Saison 2024/25 ist sie im Verein als Co-Trainerin der 2. Mannschaft tätig.